# Will You Be There
Will You Be There är en låt av sångaren Michael Jackson som släpptes som singel 1993.

Låten finns med på Jacksons album Dangerous som släpptes 1991, och ingår även i soundtracket till filmen Rädda Willy.
"Will You Be There" är en av de största hitsen ifrån albumet Dangerous, och har sålt över 1,3 miljoner exemplar världen över. Låten vann även MTV Movie Award som "bästa låt i en film" 1994.
Låten handlar i första hand om religion, om en troende som tappat tron och vänder sig till Gud för att fråga "Will you be there?", i texten till låten kallas den sista delen som är talad för en bön. En annan sak som hänvisar till att låten handlar om religion är att Jackson sjunger "Hold me like the river Jordan". Jesus döptes i floden Jordan.
Återigen bevisades religionsteorin när Jackson la in en ängel i live-uppträdandet och även lät Bibeln vandra mellan dansarna i uppträdandet.

## Låtlista
1. Will You Be There (edit) 5:22
2. Man In The Mirror 5:15
3. Girlfriend 3:04
4. Will You Be There (album version) 7:39

## Musikvideo
Det finns två versioner av musikvideon, en med klipp från Dangerous Tour och Rädda Willy och en med klipp från Dangerous Tour och ett uppträdande Michael Jackson gjorde på MTV:s 10-årsjubileum.

## Liveframträdanden
- Will You be There framfördes för första gången på MTV:s 10-årsjubileum 1991.
- Will You be There framfördes under alla konserter under Dangerous Tour.
- Jennifer Hudson framförde låten under Michael Jacksons minnesceremoni den 7 juli 2009.